# 德興集團

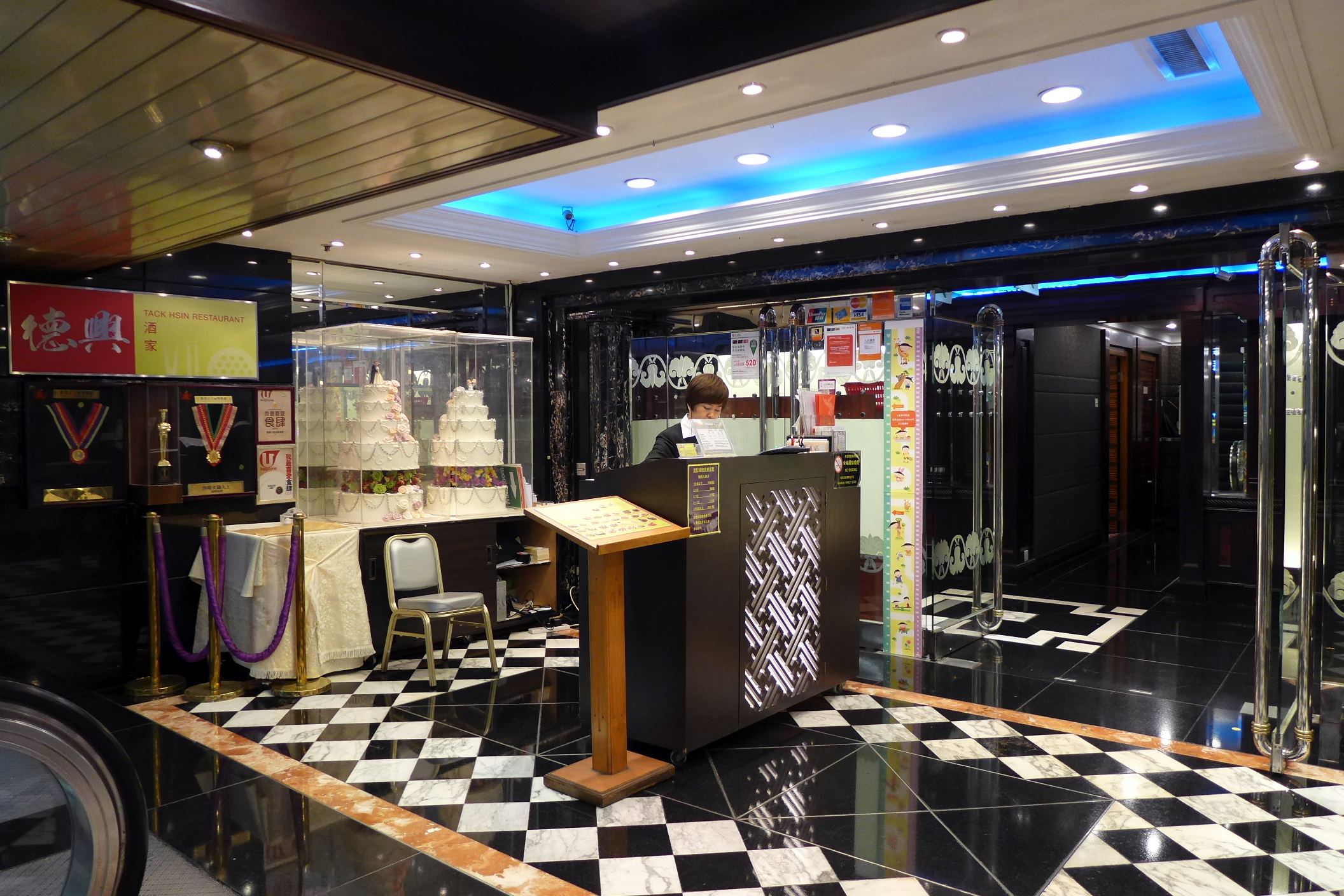
位於尖東半島中心德興火鍋海鮮酒家

德興集團有限公司，簡稱德興集團（英語：Tack Hsin Holdings Limited，港交所除牌時0611.HK），在1983年，由陳樹傑和區懿明創立一家專門經營火鍋酒家、酒樓等各類食肆的公司。主要品牌為「德興火鍋海鮮酒家」、「聚德軒海鮮酒家」、「德興酒家」、「德興日式放題鍋/德家日式燒肉店」等。
在1993年2月12日於香港交易所主板上市。在2011年年尾，中國核工業二三建設（香港）有限公司，計劃以5億5千萬港元收購本公司，在收購後，中核二三成為主要大股東，而創辦人則成為次股東，但到了2012年1月3日，由於未能通過50%以上有效接納的股份連同換股股份將導致收購方及與其一致行動人士，故此交易屬於失效的。
其後股東大會通過後，在2012年1月9日，已更名為「中國核工業二三國際有限公司」後於2015年七月再次更名「中國核能科技」。

## 經營食肆
- 德興火鍋海鮮酒家
- 澳門德興火鍋
- 德興酒家(北河街)
- 德興海景軒
- 德馨苑街坊小菜酒樓(均益大廈及柴灣道)
- 聚德軒海鮮酒家

## 拿手菜式
- 火鍋
- 海鮮
- 招牌肥牛粒

## 連結
- TackHsin.com.hk （页面存档备份，存于）